# Рамос да Пенья, Габриэль
Габриэ́ль Ра́мос да Пе́нья (порт. Gabriel Ramos da Penha; род. 20 марта 1996, Рио-де-Жанейро) — бразильский футболист, вингер клуба «Сианорти».

## Карьера

### Начало карьеры
Воспитанник футбольной академии бразильского клуба «Баия». В январе 2016 года футболист перешёл в бразильский клуб «Фламенго», где продолжил выступать на молодёжном уровне. В феврале 2017 года футболист на правах арендного соглашения присоединился к бразильскому клубу «Куяба». Дебютировал за клуб футболист 17 апреля 2017 года в матче Кубке Бразилии против клуба «Гояс», выйдя на замену на 61 минуте. Дебютный матч в бразильской Серии С футболист сыграл 14 мая 2017 года против клуба «Ботафого», выйдя на замену на 72 минуте. Вместе с клубом футболист также стал победителем Лиги Мату-Гросенсе. По окончании срока арендного соглашения футболист покинул клуб и вернулся во «Фламенго».

### «Динамо» Батуми
В июне 2018 года футболист на правах свободного агента перешёл в батумское «Динамо». Дебютировал за клуб футболист 18 июля 2018 года в матче против тбилисского клуба «Мерани», выйдя на поле в стартовом составе. Дебютный гол за клуб футболист забил 1 июля 2018 года в матче против клуба «Гагра». Футболист быстро смог закрепиться в основной команде грузинского клуба, отличившись за сезон 5 забитыми голами. Также футболист вместе с клубом стал победителем чемпионата, получив прямое повышение в высший дивизион.
Новый сезон футболист начал с матча 1 марта 2019 года против клуба «Сабуртало», выйдя на поле в стартовом составе. Первым в сезоне забитым голом футболист отличился 30 марта 2019 года в матче против клуба «ВИТ Джорджия». На протяжении всего сезона футболист оставался одним из ключевых игроком батумского клуба, вместе с которым стал серебряным призёром чемпионата. Сам же футболист за сезон успел отличиться 4 забитыми голами и 4 результативными передачами. В начале 2020 года футболист покинул батумский клуб.

### «Торпедо-БелАЗ»
В марте 2020 года футболист перешёл в белорусский клуб «Торпедо-БелАЗ». Дебютировал за клуб футболист 19 марта 2020 года в матче против солигорского «Шахтёра», выйдя на поле в стартовом составе, под конец основного времени отличившись дебютным и победным забитым голом. По итогу апреля 2020 года футболист был признан лучшим игроком месяца в чемпионате. В матче 20 июня 2020 года против  «Ислочи» футболист отличился забитым дублем. На протяжении сезона футболист был одним из ключевых игроков жодинского клуба, отличившись 12 забитыми голами и 9 результативными передачами во всех турнирах. По итогу сезона вместе с клубом стал бронзовым призёром чемпионата. В декабре 2020 года сообщалось, что футболист с большой долей вероятности сменит клубную прописку, став игроком латвийской «Риги». В январе 2021 года футболист официально покинул белорусский клуб.

### «Рига»

#### Сезон 2021
В январе 2021 года футболист официально перешёл в латвийскую «Ригу», с которой подписав долгосрочный контракт. Дебютировал за клуб футболист 19 марта 2021 года в матче против «Лиепаи», выйдя на поле в стартовом составе и отличившись своим дебютным забитым голом. Однако закрепиться в основной команде латвийского клуба у футболиста не вышло, очень быстро перестав попадать в заявку на матчи. За первую половину сезона футболист успел отличиться 2 забитыми голами и результативной передачей.

#### Аренда в «Лондрину»
В августе 2021 года футболист на правах арендного соглашения присоединился к бразильскому клубу «Лондрину» до конца сезона. Дебютировал за клуб футболист 28 августа 2021 года в матче против клуба  «Бруски», выйдя на замену на 78 минуте. Однако закрепиться в основной команде бразильского клуба у футболиста также не вышло, сыграв всего лишь в 5 матчах, в которых только единожды вышел на поле в стартовом составе, результативными действиями не отличившись. По окончании срока арендного соглашения футболист покинул клуб.

#### Сезон 2022
В начале 2022 года футболист стал полноценно готовиться к новому сезону с «Ригой». Первый матч в новом сезоне футболист сыграл 1 апреля 2022 года против клуба Супер Нова», выйдя на поле в стартовом составе и отличившись также первым в сезоне забитым голом. Футболист быстро закрепился в основной команде, став одним из ключевых игроков. В июле 2022 года футболист вместе с клубом отправился на квалификационные матчи Лиги конференций УЕФА. Первый матч в рамках еврокубкового турнира футболист сыграл 7 июля 2022 года против ирландского клуба «Дерри Сити», отличившись также забитым голом. В ответном матче 14 июля 2022 года футболист отличился забитым дублем и помог победить «Дерри Сити» и пройти в следующий квалификационный раунд. Вместе с клубом футболист дошёл до третьего квалификационного раунда Лиги конференций УЕФА, где по сумме матчей уступили португальскому клубу «Жил Висенте». По итогу сезона футболист вместе с клубом стал серебряным призёром чемпионата. Сам же футболист за сезон отличился 13 забитыми голами и 6 результативными передачами во всех турнирах.

### «Пучхон 1995»
В январе 2023 года футболист перешёл в южнокорейский клуб «Пучхон 1995». Дебютировал за клуб футболист 4 марта 2023 года в матче против клуба «Соннам», выйдя на замену на 84 минуте. Первыми результативными действиями за клуб футболист отличился 23 апреля 2023 года в матче против клуба «Чунгбук Чхонджу», отличившись дублем из голевых передач. Дебютный гол за клуб футболист забил 2 мая 2023 года в матче против клуба «Чунгнам Асан». На протяжении сезона футболист был одним из основных игроком клуба, часть матчей пропустив из-за травм, отличившись 2 забитыми голами и 3 результативными передачами. По окончании сезона футболист покинул клуб.

### «Динамо» Батуми
В феврале 2024 года футболист вернулся в батумское «Динамо». Первый матч за клуб футболист сыграл 1 марта 2024 года против клуба «Колхети-1913», выйдя на поле в стартовом составе и отличившись своей первой в сезоне результативной передачей.

## Достижения
«Динамо» Батуми
- Победитель Второй лиги: 2018